# フアン・カルロス1世 (スペイン王)
フアン・カルロス1世（スペイン語: Juan Carlos I、1938年1月5日 - ）は、スペイン国王（在位: 1975年11月22日 - 2014年6月19日）。
スペイン国王アルフォンソ13世の孫として誕生し、共和制下の独裁者フランシスコ・フランコから後継者指名を受け、1975年11月に即位（王政復古）。立憲君主制下での民主化の推進に貢献し、2014年に退位（嫡男フェリペ6世に譲位）した。
2002年のユーロ導入までスペインで発行されていた5000ペセタ紙幣（1982年-1992年）と10000ペセタ紙幣（1982年-2001年）に肖像が使用されていた。

## 全名
全名は、フアン・カルロス・アルフォンソ・ビクトル・マリーア・デ・ボルボン・イ・ボルボン＝ドス・シシリアス（Juan Carlos Alfonso Víctor María de Borbón y Borbón-Dos Sicilias）。
父（バルセロナ伯フアン） 、母方の祖父（両シチリア王子カルロ）、父方の祖父（アルフォンソ13世）、父方の祖母（ヴィクトリア・エウヘニア）、母（マリア・デ・ラス・メルセデス）からそれぞれ名前がとられている。

## 来歴

### 生い立ち
祖父であるアルフォンソ13世は、1931年の共和派政権の誕生を受けて家族とともにイタリアの首都であるローマへ亡命し、王政は終わりを迎えた。その後発生したスペイン内戦を経て、フランシスコ・フランコ将軍がエル・カウディーリョ・デ・エスパーニャとして国を治めることになった。
そのような状況の下、フアン・カルロスは1938年に亡命先のローマで、アルフォンソ13世の四男バルセロナ伯爵フアン・デ・ボルボン・イ・バッテンベルグ（1913年 - 1993年）と、旧両シチリア王国の王族マリア・デ・ラス・メルセデス（1910年 - 2000年）の間の長男として生まれる。
フアン・カルロスは、第二次世界大戦の終結後のイタリアにおける、国民投票の結果を受けた共和制移行とそれに伴うイタリア王室の国外追放を受けて、1948年にスペインへ戻り、フランコの庇護の下、フランコ死後の指導者になるべく教育を受けた。帰国後はサン・セバスティアンで初等教育を受け、陸軍に入隊した。その後、マドリード大学で学んだ。
1969年7月22日、フランコはフアン・カルロスを将来のスペイン国王に指名する法律をコルテス（議会）に提出した。

### 即位・王政復古と民主化の推進
1975年11月20日にフランコが死去すると、フアン・カルロスはフランコの遺言に従って同年11月22日に即位した。即位前にフランコの庇護下で帝王学の教育を受けていたこともあり、そのまま国王を筆頭とした権威主義体制を採るかと思われた。しかし即位後はフランコの権威主義体制を受け継がず、一転して他のヨーロッパの立憲君主国を模範とした政治の民主化を推し進めた。国王の姿勢は、フランコの葬儀の時に参列したチリのアウグスト・ピノチェト大統領をすぐさま追い返すなど、早くからその片鱗が現れていた。
1977年には41年ぶりに総選挙が行われ、1978年に新憲法が承認されてスペインは立憲君主制に移行した。新憲法では、国王は儀礼的な役割を果たすのみとされ、スペインにおける権威主義体制の解体と民主政治確立に大きな功績を残した。
1981年のアメリカ訪問では、ニューヨーク近代美術館に「貸与」していたパブロ・ピカソの『ゲルニカ』の返還を要請し、これによって『ゲルニカ』はニューヨーク近代美術館からプラド美術館を経て、ソフィア王妃芸術センターに安住の地を得ることになった。

### クーデター未遂事件
1981年2月23日、国王親政の復活を求めるアルフォンソ・アルマダ・コミン陸軍参謀次長の信任を受けた、グアルディア・シビル所属のアントニオ・テヘーロ中佐が率いる約200人の兵士により議会が占拠され、アドルフォ・スアレス首相ら閣僚と議員350人が人質に取られるクーデターが発生した（23-Fと呼ばれる）。しかし国王はこの申し出を拒否し、直ちに全軍の指揮官に対してこのクーデターに賛同しないよう呼びかけると同時に、テレビで国民に平静を呼びかけ、民主政治の維持を図った。また、翌24日には陸軍兵士らも国王の呼びかけに応じて投降したため、国民から国王への信頼は不動のものとなった。
このとき、感想を問われ「自分の給料分、働いただけです」と答えた。しかしフアン・カルロスの非公認の「伝記」を著したパトリシア・スベルロによれば、「このクーデターは国内を政治的に安定させ、国王の人気を高めるために仕組まれたものであった可能性もある」という。ともあれ、その後も国王としてのフアン・カルロスの人気は絶大さを保った。2005年に保守系新聞『エル・ムンド』紙によって行われたアンケートによれば、国王に対して「良い」あるいは「非常に良い」印象を持っている国民は77.5%に達しているが、カタルーニャ州やガリシア州では、国王の肖像写真が白昼堂々と公衆の面前で燃やされるなどの事件も起きている。

### 国際会議で一喝

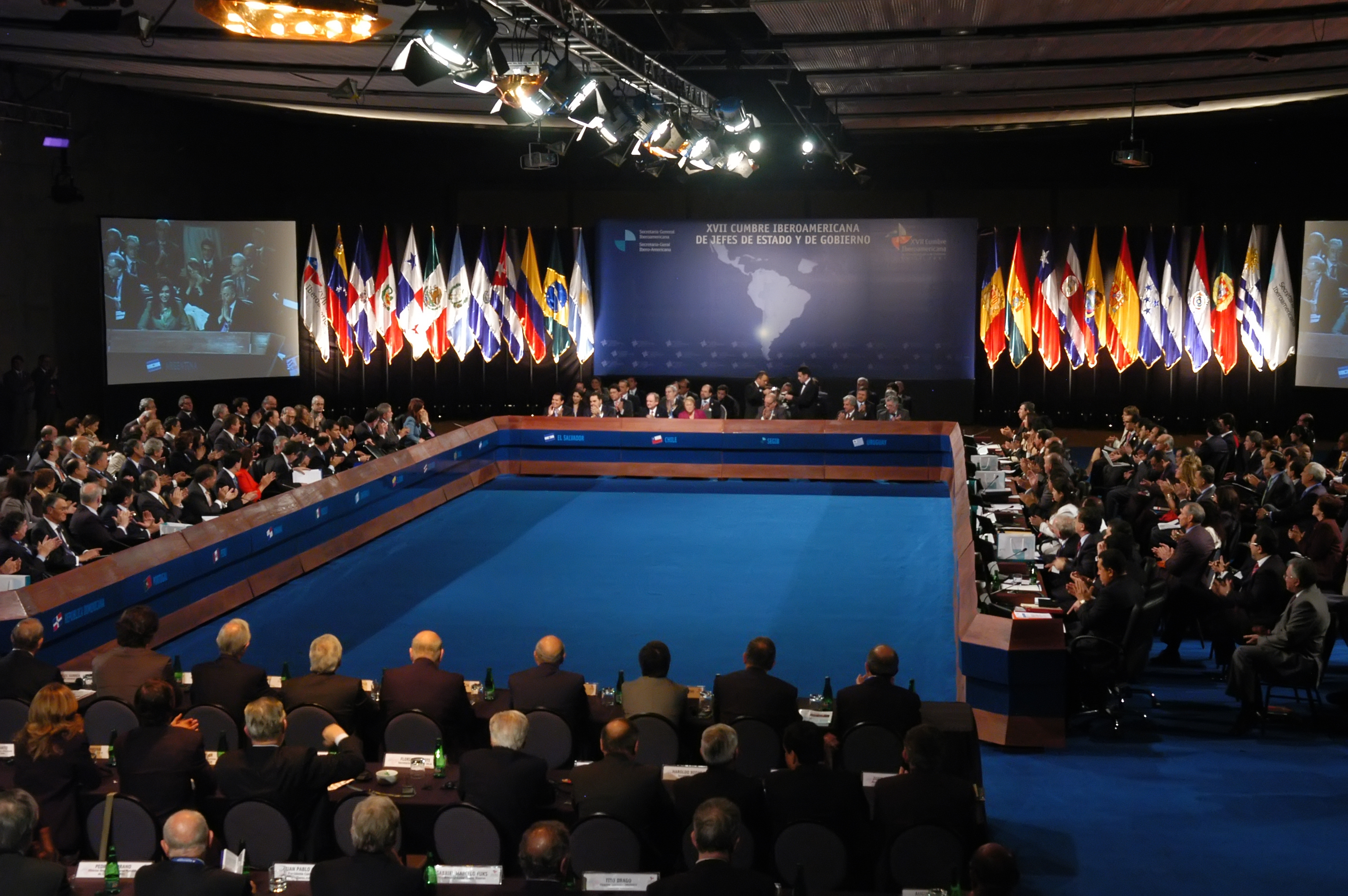
イベロアメリカ首脳会議の様子

2007年11月10日、チリで行われていた第17回イベロアメリカ首脳会議の閉幕式で、スペインのホセ・マリア・アスナール前首相を激しく批判したベネズエラのウゴ・チャベス大統領と、これを民主的に選ばれた代表に対する侮辱と受け取って強く反発したスペインのホセ・ルイス・ロドリゲス・サパテロ首相が口論となり、サパテロの諫言を全く聞き入れず一方的に批判を続けるチャベスに対して、フアン・カルロスが「¿Por qué no te callas?（黙ったらどうかね？）」と一喝した。その後、国王のこの一言は携帯電話の着信メロディやTシャツなど様々な用途に商品化され、スペインでヒットした。着信メロディはおよそ50万のダウンロードにより約2億4千万円の利益を生んだ。ただし、着信メロディの声は国王のものではなく、別人によるものであるという。なお、翌年7月のチャベスによるスペイン訪問の際には、国王自らこのTシャツをプレゼントし、チャベスはこれに対して印税を話題にした冗談で応じるなど、友好ムードで会談が行われた。

### 譲位
フアン・カルロスは「ぜいたく好き」とも見なされており、2007年8月29日には左派政党から公金使途詳細の公表を求められていることを受け、監査人を指名した（#人物も参照）。2011年10月のスペイン政府の調査では、フアン・カルロス1世に対する支持率は50%を割っている。
2012年、非公式で訪れていたボツワナで、アフリカゾウのスポーツハンティング中に腰の骨を折る大怪我を負った。当時、スペインは経済的な苦境にあり（スペイン経済危機）、失業率が20%を超える状況にあり、国王といえども贅沢が許されるような状況になかったこと、また国王自身が世界自然保護基金の名誉総裁の職にあったにもかかわらずレッドリストに掲載されている動物を対象にスポーツハンティングを行ったことについて世界的な批判を受けることとなり、名誉総裁を解任されるに至った（ただし、同国での象狩りは違法ではない）。この事件以降、国民の支持は落ちており、『エル・ムンド』の2013年の世論調査では、約45%が王太子のアストゥリアス公フェリペに王位を譲るよう求めていた。中道左派系の新聞『エル・パイス』が同年3月に行った世論調査（発表は4月）では、国王の職務遂行ぶりについて回答者の42%が「支持する」、53%が「支持しない」と答えた。2012年12月時点では「支持する」が「支持しない」を21ポイント上回っており、数ヶ月で国王の支持率が急落している。この頃には高齢なことから健康問題も抱えており、2012年11月には人工股関節を埋め込む手術を行っている。
2014年6月2日午前、マリアーノ・ラホイ・ブレイ首相がフアン・カルロスの譲位決定を発表した。ただし、この時点でスペインには国王の譲位に関する法的規定がなく、ラホイ首相は新国王の即位に向けた手続きのため、特別閣議を3日に招集した後、憲法などの改正案を国会に提出した。この発表に対して、急進左派政党ポデモスは、王室についての国民投票の実施を求める声明を出した。またSNSにて反王室のデモが呼びかけられ、2日午後8時（現地時間）に君主制廃止派により君主制維持の是非を問う国民投票の実施を訴える大規模なデモが、首都マドリードをはじめ各地で起こされた。そのような情勢の中、6月18日に上院・下院とも圧倒的多数で「国王の退位に関する法律」を可決し、国王も退位の文書に署名した。この法律が発効する19日未明に、自動的にファン・カルロスは退位し、新国王フェリペ6世が即位した。
なお、譲位時にスペインで行われた世論調査によれば、王室の存続を問う国民投票が実施されたら、49%がフェリペ王太子の即位を支持、36%が共和制への移行に投票すると回答しており、王室の存在についてスペインが分断している実情が浮き彫りとなった。

### 事実上の亡命
サウジアラビアの高速鉄道の建設をめぐり、2012年にスペインの鉄道建設会社との取引仲介に対する見返りとして同国国王アブドゥッラー・ビン・アブドゥルアズィーズ（当時）の代理人より資金を得ていたとされており、在位時にパナマで設立された財団が持つスイスの銀行口座に預けられた後に一部が愛人に送金されたり、また財団が自家用ジェットのフライト費用数百万ユーロを支払うなど、資金洗浄に関与していた疑惑が取り沙汰されている。
一連の疑惑を受け、2020年3月に息子のフェリペ6世は父フアン・カルロスに対する年間手当19万4000ユーロ（約2300万円）の廃止と、相続財産を放棄することを発表し、距離を置く姿勢を示したものの、フェリペ6世自身もまたこの財団の受益者であったとされている（本人は否定）。同年6月、スペイン最高裁は捜査を開始することを発表したが、在位時の免責特権があるため譲位後の疑惑に限定されたものの、疑惑にメスが入れられることとなった。
2020年8月3日、フアン・カルロスがスペイン国外に出国する意向であることが発表された。スペインの報道機関は、フアン・カルロスがドミニカ共和国へ出国したと報じたものの、当のドミニカ共和国入管当局はフアン・カルロスが入国した記録はないと否定した。このほか、逃亡先としてポルトガルやアラブ首長国連邦を構成するアブダビなど諸説が報じられ、8月17日にスペイン王室は前国王の出国先がアラブ首長国連邦であると正式に発表した。2022年3月、検察当局は証拠不十分や時効などを理由にフアン・カルロスを訴追せず、捜査を終了した。

## 人物

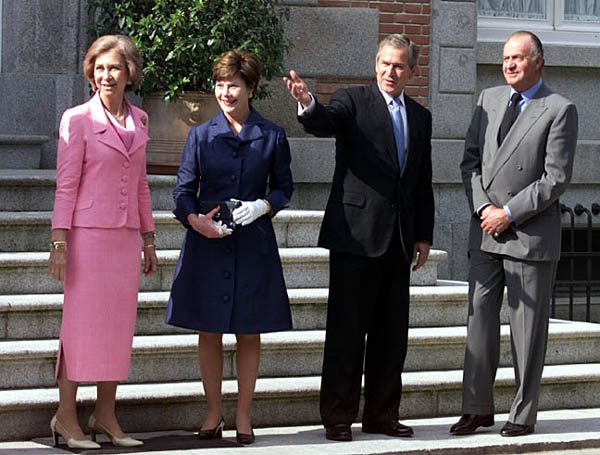
フアン・カルロス1世夫妻とジョージ・W・ブッシュ夫妻

- ヨットの代表選手としてオリンピックに出場したこともある（ミュンヘンオリンピックで15位になり[31]、ジョークで「フアン・カルロス・スペイン1世・ミュンヘン15世」と呼ばれた[要出典]）。また、アマチュア無線家としても知られる。コールサインはEA0JC（Juan Carlos）。
- 来日時に予定にない秋葉原での買い物を希望し、免税店になる以前のラオックスで電子部品を購入した。[要出典]
- フェルナンド・アロンソなどスペイン人レーシングドライバーの参戦も多いF1や、スペインで人気が高いMotoGPの大ファンであり、F1やMotoGPのスペインGPには毎年のごとく来場している。モナコ大公アルベール2世などを例外として、一国の元首クラスの要人としては異例のことである。MotoGPライダーのアンヘル・ニエトとは友人であり、1982年のスペインGP前にはニエトを当時の最高峰クラスであるGP500クラスにスポット参戦させるため、自らスペインのホンダ現地法人を通じてホンダ・レーシング（HRC）にかけ合い、ニエト用にNS500を貸し出させたというエピソードもある[32]。また2008年のスペインGPでは、当時犬猿の仲だったダニ・ペドロサとホルヘ・ロレンソの間の仲介に入り、表彰式で二人を半ば無理やり握手させた（これが契機となり、後に二人は和解している）[33]。
- 2013年7月30日、モロッコ国王ムハンマド6世が、モロッコ国内で犯罪を犯し、服役していたスペイン人48人に恩赦を与え、釈放した。この中には、4歳から15歳までの11人の児童を強姦した者も含まれており、モロッコ国内では強い反対があった。モロッコ法務省は、この恩赦がフアン・カルロスの要請に基づくものであるとしている。一方、スペイン王室は、釈放を求めたことを否定し、モロッコで服役しているスペイン人受刑者の処遇について関心をよせたに過ぎないとしている[34]。この恩赦は、同年8月4日に取り消されている[34]。

## 家族
即位以前の1962年にギリシャ国王パウロス1世の王女ソフィア（1938年 - ）と結婚した。1男2女がいる。
1. エレナ（1963年 - ） ルーゴ女公爵。1995年にナバラ＝バスク系貴族ハイメ・デ・マリチャラルと結婚。2009年離婚。
2. クリスティーナ（1965年 - ） 1997年にプロ・ハンドボール選手イニャキ・ウルダンガリンと結婚。2022年離婚。
3. フェリペ（1968年 - ） 現スペイン国王。2004年に国営放送キャスターのレティシア・オルティスと結婚。

その他、ソフィア妃と結婚する前に、肉体的関係を持っていた女性との間に隠し子がいるという話があり、その隠し子とされるスペインに住む男性と、ベルギーに住む女性は、何度か事実を確認するため裁判所に提訴している。スペイン憲法は国王に全面的な免責特権があると定めているため、フアン・カルロスの在位中は提訴が却下されていた。しかし、退位後は免責特権の及ぶ範囲が狭くなったため、2014年7月31日、スペイン最高裁は提訴を受理した。

## 系譜
| フアン・カルロス1世 | 父: フアン (バルセロナ伯)        | 祖父: スペイン国王 アルフォンソ13世 | 曾祖父: スペイン国王 アルフォンソ12世                |
| フアン・カルロス1世 | 父: フアン (バルセロナ伯)        | 祖父: スペイン国王 アルフォンソ13世 | 曾祖母: オーストリア大公女 マリア・クリスティーナ[1] |
| フアン・カルロス1世 | 父: フアン (バルセロナ伯)        | 祖母: ヴィクトリア・ユージェニー[8] | 曾祖父: バッテンベルク公子 ヘンリー・モーリス[2]     |
| フアン・カルロス1世 | 父: フアン (バルセロナ伯)        | 祖母: ヴィクトリア・ユージェニー[8] | 曾祖母: イギリス王女ベアトリス[3]                    |
| フアン・カルロス1世 | 母: マリア・デ・ラス・メルセデス | 祖父: カルロ・タンクレーディ        | 曾祖父: カゼルタ伯アルフォンソ[4]                    |
| フアン・カルロス1世 | 母: マリア・デ・ラス・メルセデス | 祖父: カルロ・タンクレーディ        | 曾祖母: マリーア・アントニエッタ[5]                  |
| フアン・カルロス1世 | 母: マリア・デ・ラス・メルセデス | 祖母: ルイーズ[9]                   | 曾祖父: パリ伯フィリップ[6]                          |
| フアン・カルロス1世 | 母: マリア・デ・ラス・メルセデス | 祖母: ルイーズ[9]                   | 曾祖母: マリア・イサベル[7]                          |

1. オーストリア大公カール・フェルディナント（父はレオポルト2世の三男カール大公）とその妻であるオーストリア大公女エリーザベト・フランツィスカ（父はレオポルト2世の八男ヨーゼフ大公）の長女、[4]の従妹
2. ヘッセン大公ルートヴィヒ2世の四男アレクサンダーと妃ユリア・ハウケの三男、ベアトリスとの婚姻により、英国内では殿下の称号を受けた
3. イギリス女王ヴィクトリアと王配アルバートの五女
4. 両シチリア王フェルディナンド2世と王妃マリーア・テレーザ（父はカール大公）の三男、[1]の従兄
5. トラーパニ伯フランチェスコ（父は両シチリア王フランチェスコ1世）と妻マリーア・イザベッラ（父はトスカーナ大公レオポルド2世）の長女
6. オルレアン公フェルディナン・フィリップ（父はフランス国王ルイ・フィリップ）とメクレンブルク＝シュヴェリーン公女エレーヌの長男、[7]の従兄
7. モンパンシエ公アントワーヌ（父はフランス国王ルイ・フィリップ）とその妻であるスペイン王女ルイサ・フェルナンダ（イサベル2世の妹）の長女、妹はアルフォンソ12世妃マリア（早世）、[6]の従妹、スペイン王女の称号も保持
8. 従姉アリスの長男が、イギリス女王エリザベス2世の王配フィリップ（※フアン・カルロス1世から見て、フィリップは父の又従兄）
9. 長姉はポルトガル王カルロス1世妃アメリア

### 日本語文献
- ホセ・ルイス・デ・ビラジョンガ『国王 スペイン国王ドン・フアン・カルロス1世との対談』

（荻内勝之訳、オプトコミュニケーションズ、1994年）- 現代スペイン史を自らの言葉で語った